# Émetteur de Bouliac

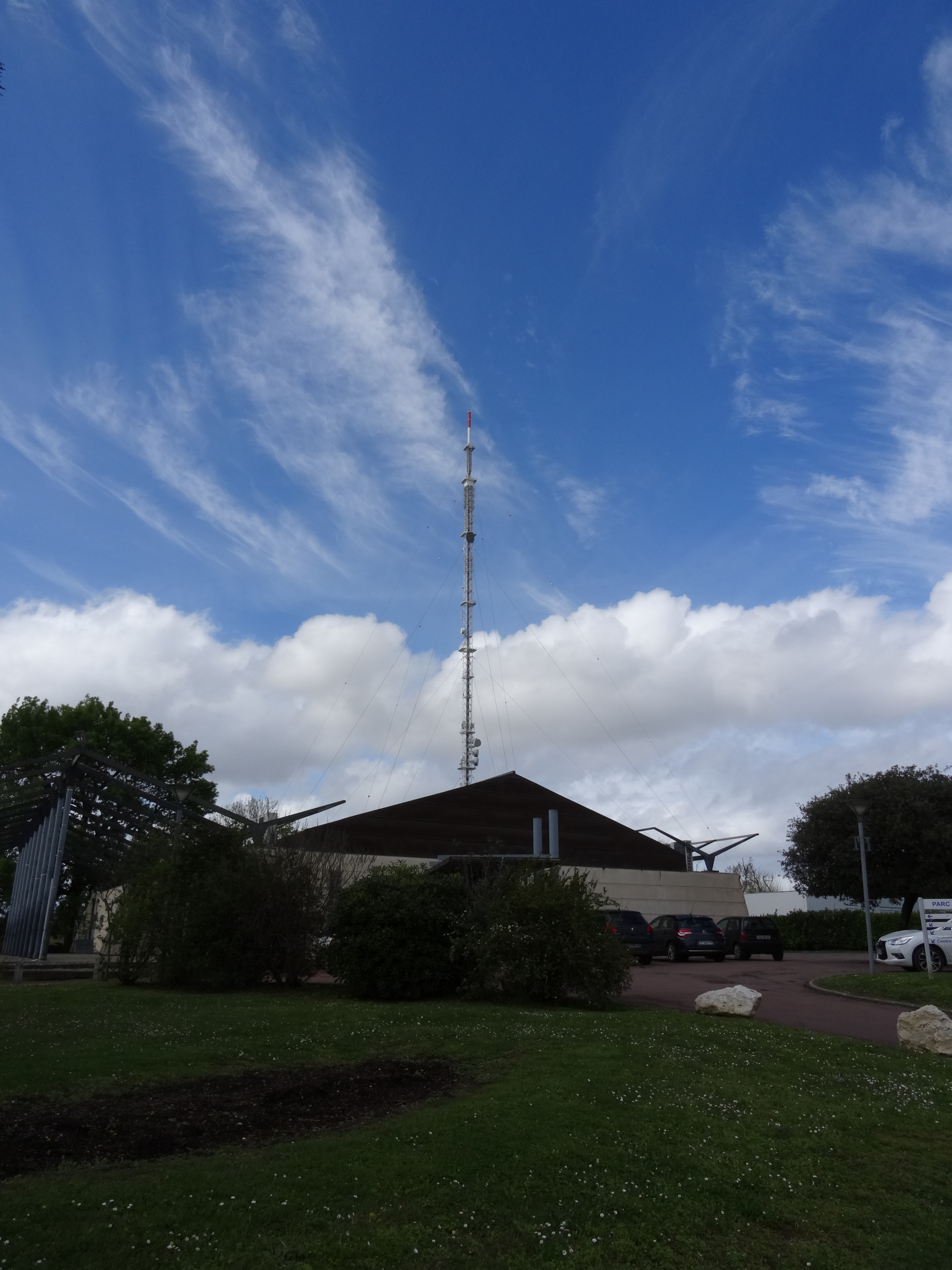
L'émetteur en avril 2016.

L'émetteur de Bouliac est un émetteur d'ondes radioélectriques situé sur la commune de Bouliac en Gironde mis en service en 1957 et dont le pylône actuellement utilisé a été inauguré en 1988. 

## Présentation
L'émetteur est mis en service en décembre 1957 et permet alors à l'agglomération bordelaise de recevoir la télévision. 
En novembre 1988 est inauguré un nouveau pylône construit sur le même site mais plus moderne qui permet d'augmenter les capacités de diffusion du site. Ce nouveau pylône culmine à 232 mètres d'après TDF. Certaines autres sources le mesurent à 252 mètres. 
Le site de Bouliac est inauguré en mai 2013.

## Télévision

### Télévision analogique
En région Aquitaine, Canal+ a cessé d'émettre en analogique dès le 6 mai 2010 et les autres chaînes dès le 29 mars 2011.
| Chaîne                      | Puissance (PAR) | Canal | Gamme d'ondes | Polarisation |
| --------------------------- | --------------- | ----- | ------------- | ------------ |
| TF1                         | 325 kW          | 63    | UHF           | Horizontale  |
| France 2                    | 325 kW          | 57    | UHF           | Horizontale  |
| France 3 Bordeaux Métropole | 325 kW          | 60    | UHF           | Horizontale  |
| Canal+                      | 50 kW           | 8     | VHF           | Horizontale  |
| France 5 / Arte             | 150 kW          | 65    | UHF           | Horizontale  |
| M6                          | 21 kW           | 43    | UHF           | Horizontale  |
| TV7                         | 21 kW           | 40    | UHF           | Horizontale  |

### Télévision numérique[7]
| Multiplex                                                               | Canal | Puissance (PAR) | Diffuseur |
| ----------------------------------------------------------------------- | ----- | --------------- | --------- |
| R1 : France 2, France 3 Aquitaine, France 4, France Info et TV7         | 23H   | 63 kW           | TDF       |
| R2 : Gulli, BFM TV, CNews, CStar, T18 et Novo 19                        | 37H   | 36 kW           | TDF       |
| R4 : France 5, M6, Arte, W9, 6ter et Paris Première                     | 39H   | 63 kW           | TDF       |
| R6 : TF1, LCP, TMC, TFX et LCI                                          | 30H   | 63 kW           | TDF       |
| R7 : TF1 Séries Films, L'Équipe, RMC Story, RMC Découverte et Chérie 25 | 26H   | 63 kW           | TDF       |
| R9 : France 2 UHD                                                       | 47H   | 1 kW            | TDF       |

## RadioFM
L'émetteur de Bouliac émet quasiment la moitié des radios FM de Bordeaux :
| Fréquence | Radio            | Catégorie      | Puissance | RDS      |
| --------- | ---------------- | -------------- | --------- | -------- |
| 87.7      | Mouv'            | Radio publique | 1 kW      | __MOUV'_ |
| 89.7      | France Inter     | Radio publique | 6 kW      | __INTER_ |
| 91.8      | Fun Radio        | D              | 5 kW      | ___FUN__ |
| 92.2      | Radio Classique  | D              | 1 kW      | CLASSIQ_ |
| 93.5      | France Musique   | Radio publique | 6 kW      | _MUSIQUE |
| 94.3      | Europe 2 Gironde | C              | 5 kW      | EUROPE_2 |
| 96.7      | FIP              | Radio publique | 2,5 kW    | __F_I_P_ |
| 97.7      | France Culture   | Radio publique | 6 kW      | _CULTURE |
| 99.6      | RFM Gironde      | C              | 5 kW      | __RFM___ |
| 100.1     | ici Gironde      | Radio publique | 6 kW      | ICIGIRON |
| 100.8     | Wit FM           | B              | 5 kW      | _WIT_FM_ |
| 104.2     | RMC              | E              | 5 kW      | _RMC____ |
| 104.6     | Europe 1         | E              | 5 kW      | EUROPE_1 |
| 105.1     | RTL              | E              | 5 kW      | ___RTL__ |
| 105.5     | France Info      | Radio publique | 1 kW      | __INFO__ |
| 106.0     | Sud Radio        | E              | 5 kW      | SUDRADIO |
| 106.4     | Radio Orient     | D              | 5 kW      | _ORIENT_ |
| 106.8     | RTL2 Bordeaux    | C              | 5 kW      | __RTL2__ |
| 107.3     | BFM Business     | D              | 1 kW      | __BFM___ |

## Téléphonie mobileet autres réseaux
TDF, le propriétaire du site de diffusion, fait circuler par faisceau hertzien des données, de même que Free en 3 GHz.
| Opérateur        | 2G  | 3G  | 4G  | 5G  | FH  |
| ---------------- | --- | --- | --- | --- | --- |
| Orange           | Oui | Oui | Oui | Oui | Non |
| SFR              | Oui | Oui | Oui | Oui | Oui |
| Bouygues Telecom | Oui | Oui | Oui | Oui | Oui |
| Free             | Non | Oui | Oui | Oui | Oui |

## [9]Photos
- "Bordeaux - Bouliac" sur tvignaud.pagesperso-orange.fr (consulté le 18 avril 2017).
- Photos du site sur annuaireradio.fr (consulté le 18 avril 2017).